# 412 Elisabetha
412 Elisabetha (mednarodno ime je 412 Elisabetha) je asteroid  tipa C (po SMASS) v asteroidnem pasu. 

## Odkritje
Asteroid je odkril nemški astronom Max Wolf ( 1863 – 1932) 7. januarja 1896 v Heidelbergu, Nemčija. Imenuje se po Elisabethi Wolf, materi odkritelja.

## Lastnosti
Asteroid Elisabetha obkroži Sonce v 4,59 letih. Njegova tirnica ima izsrednost 0,0431, nagnjena pa je za 13,777° proti ekliptiki. Njegov premer je 90,96 km .